# تتاوت
تتاوت هي جماعة قروية في إقليم تارودانت بجهة سوس ماسة جنوب المغرب. وهي تضم 4743 نسمة، حسب الإحصاء العام للسكان والسكنى لسنة 2014.

## دواوير الجماعة
- دوار أزور نيمولا
- دوار أفرا
- دوار إغير نتورضا
- دوار تمتشيت
- دوار ايت ناصر
- دوار ايت بوست
- دوار تسدرمت
- دوار اكنان
- دوار تسيلا
- دوار تيزي نيكعا
- دوار أيت بويل
- دوار انلكو
- دوار تاوريرت نفاشا
- دوار افري
- دوار تزكي
- دوار أيت كاح
- دوار أكلف
- دوار امنتلات
- دوار تكليت
- دوار تنيكا
- دوار تلمضعات
- دوار اكادير
- دوار اكبيلن
- دوار أكرض نعيسى
- دوار أمغيرار
- دوار أيت حمدين
- دوار أيت فروان
- دوار تعدانت
- دوار أني
- دوار تزغليلت
- دوار أنزيك
- دوار أرك
- دوار تلزيت

## الصحة
يوجد مركز صحي قروي، وصيدلية واحدة، وعيادة لطب الأسنان بمركز جماعة تتاوت.

## النقل والطرق
يبعد مركز الجماعة عن مدينة تارودانت بـ 40 كلم، غير أنه بسبب كثرة المنعرجات فسرعة السائقين في هذا الطريق لا تتجاوز 60 كلم في الساعة. ويستغرق الوصول إلى مركز جماعة تتاوت حوالي ساعة واحدة من السياقة إنطلاقاً من مدينة تارودانت ومروراً بكل من جماعتي تازمورت وبونرار.
وسائل النقل العامة المتوجهة إلى تتاوت قليلة جداً، بسبب قلة المسافرين، وتتكون أساساً من الشاحنات أو النقل المزدوج. وللوصول لتتاوت يقوم المسافر بصعود سيارة أجرة كبيرة أو إحدى حافلات الكرامة من تارودانت (أمام المحطة الطرقية) إلى تازمورت. وبعد الوصول إلى تازمورت يجب البحث عن النقل المزدوج أو إحدى الشاحنات المتوجهة إلى تتاوت.

## التعليم
قائمة المؤسسات التعليمية في جماعة تتاوت:
- مجموعة مدارس الوئام (المركزية: سبت تتاوت / الوحدات: إمي نتلات - انلوكو)
- مجموعة مدارس تمونت (المركزية: أمغيرار / الوحدات: أفرا - تزي نيكعا - أيت حمدين - تسيلا)
- مجموعة مدارس شوقي (المركزية: تزغليلت / الوحدات: تعدانت - أني - أنزيك - أرك)
- إعدادية المستقبل (مركز الجماعة سبت تتاوت)

يتوفر مركز الجماعة على دار للطالب والطالبة تقوم بإيواء التلاميذ الذين يسكنون بالدواوير البعيدة.

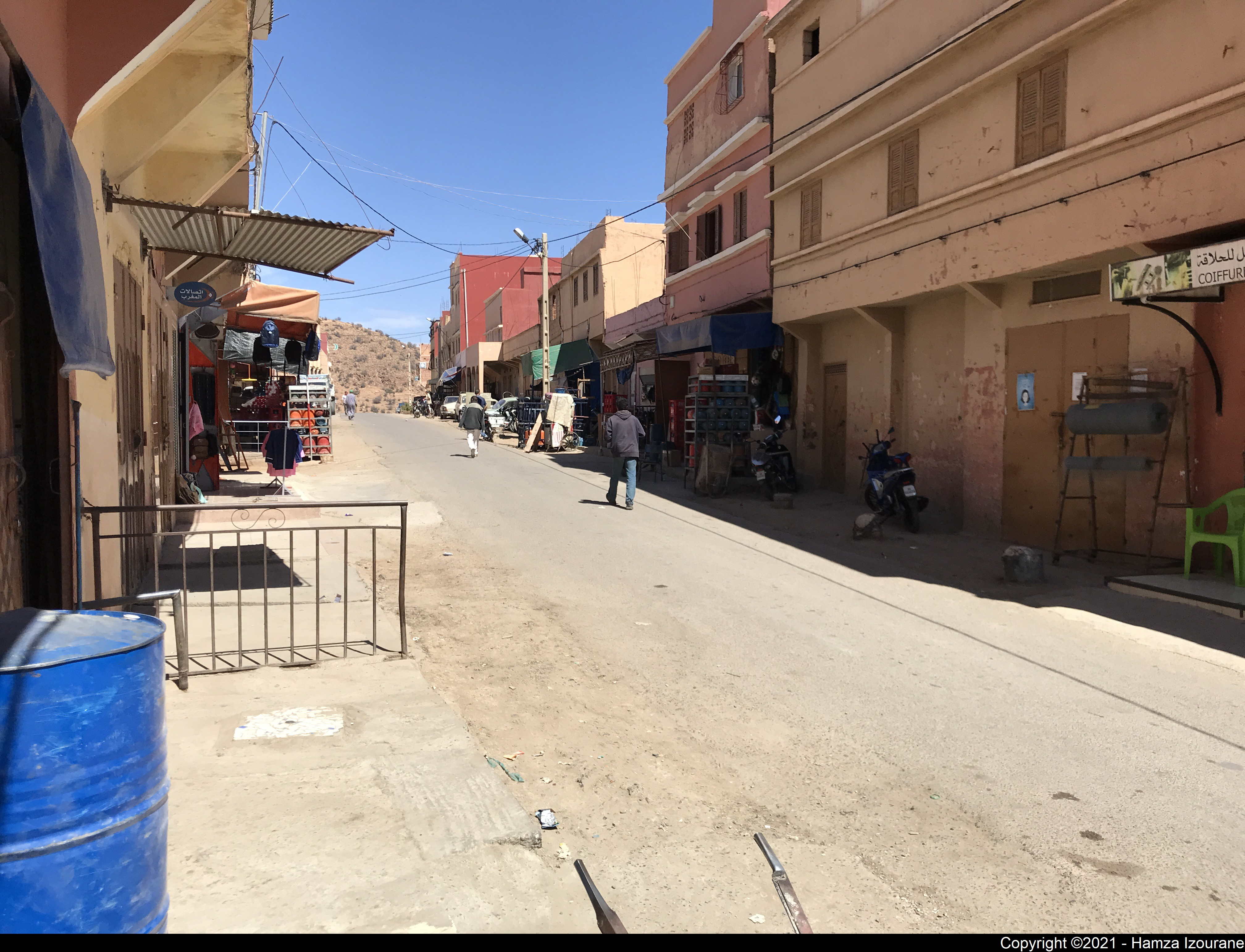
مركز جماعة تتاوت

## مركز الجماعة
يتكون مركز الجماعة من مجموعة من البنايات الإدارية كمقر الجماعة ووكالة لبريد المغرب ومقرات الجمعيات، والعديد من الأنشطة التجارية كالسوق الأسبوعي، ومتاجر لبيع الملابس والأحذية، ومتاجر لبيع مواد ومعدات البناء، ومحلات لبيع قطع الغيار، ومحلات لإصلاح الدراجات، ومحطة للوقود، بالإضافة إلى عدد كبير من متاجر التغذية العامة والمطاعم والمقاهي.